# Christmas Creek Stn
Christmas Creek Stn är en flygplats i Australien. Den ligger i kommunen Derby-West Kimberley och delstaten Western Australia, omkring 1 800 kilometer nordost om delstatshuvudstaden Perth.
Trakten runt Christmas Creek Stn är nära nog obefolkad, med mindre än två invånare per kvadratkilometer..
Omgivningarna runt Christmas Creek Stn är i huvudsak ett öppet busklandskap.  Genomsnittlig årsnederbörd är 667 millimeter. Den regnigaste månaden är januari, med i genomsnitt 240 mm nederbörd, och den torraste är augusti, med 1 mm nederbörd.